# Willis García
Willis Bernardo García Estrada (ur. 29 lipca 1970) – wenezuelski judoka. Olimpijczyk z Barcelony 1992, gdzie zajął siódme miejsce w wadze ekstralekkiej.
Uczestnik mistrzostw świata w 1993. Startował w Pucharze Świata w 1995. Brązowy medalista igrzysk panamerykańskich w 1991. Wygrał igrzyska Ameryki Południowej w 1994. Wicemistrz igrzysk Ameryki Środkowej i Karaibów w 1990. Wygrał mistrzostwa panamerykańskie w 1990 i drugi w 1992 roku.

## Letnie Igrzyska Olimpijskie 1992
| Konkurencja | Eliminacje         | Eliminacje            | Eliminacje        | Repasaże          | Repasaże                | Repasaże                   | Klas. końcowa |
| Konkurencja | Przeciwnik I       | Przeciwnik II         | Przeciwnik III    | Przeciwnik I      | Przeciwnik II           | Przeciwnik III             | Miejsce       |
| ----------- | ------------------ | --------------------- | ----------------- | ----------------- | ----------------------- | -------------------------- | ------------- |
| 60 kg       | Jerry Dino (PHI) Z | Leyton Mafuta (ZAM) Z | Yoon Hyun (KOR) P | Amit Lang (ISR) Z | Piotr Kamrowski (POL) Z | Philippe Pradayrol (FRA) P | 7.            |